# NTT北陸硬式野球部
NTT北陸硬式野球部（エヌティーティーほくりくこうしきやきゅうぶ）は、石川県金沢市に本拠地を置き、日本野球連盟に加盟していた社会人野球のクラブチームである。1999年に解散した。

## 概要
1953年、日本電信電話公社の北陸支社の硬式野球部『電電北陸』として創部した。
1964年に都市対抗野球に初出場し、1966年の都市対抗野球で初勝利を挙げている。
1985年、電電公社の民営化に伴いチーム名を『NTT北陸』に改称した。
1986年、都市対抗野球では新日本製鐵名古屋からの補強選手である杉山孝一の活躍もあり準優勝となった。秋には、日本選手権に初出場しベスト8入りを果たした。また、1990年から1998年まで日本選手権に9年連続で出場している。
1998年6月、NTTグループの再編および北陸支社の廃止に伴い、翌1999年1月にNTT東京硬式野球部を『NTT東日本硬式野球部』に、NTT関西硬式野球部を『NTT西日本硬式野球部』にそれぞれ改称し、社内の各野球部はそのどちらかに統合されることが決まった。当チームも、NTT西日本に統合され年内で廃部になることが決まった。しかし、存続を求める声が県野球連盟などからも上がり、同年12月に翌年の都市対抗野球終了まで企業チームとして存続し、以降は会社の支援のないクラブチームとして活動を続けることが決まった。
1999年1月、3人がNTT西日本に移籍し、さらにベテランの引退もあって23人いた部員は16人まで減少した。平均年齢は30歳を超えていたが、企業チームとして最後の活動に向け団結し、同年の都市対抗野球に出場した。その後、チーム名は変更せずにクラブチームに移行して臨んだ同年の日本選手権では、2次予選の初戦で敗退し本戦出場は果たせなかった。その後、業務や生活面などでの負担の大きさなどの理由から、同年10月に活動に幕を下ろした。

## 沿革
- 1953年 - 『電電北陸』として創部。
- 1964年 - 都市対抗野球に初出場（1回戦敗退）。
- 1985年 - チーム名を『NTT北陸』に改称。
- 1986年 - 都市対抗野球で準優勝。日本選手権に初出場（8強）。
- 1999年 - シーズン途中から、チーム名は変更せずにクラブチームに移行。シーズン終了後に解散。

## 主要大会の出場歴・最高成績
- 都市対抗野球大会 - 出場14回、準優勝1回（1986年）
- 社会人野球日本選手権大会 - 出場18回
- JABA長野県知事旗争奪野球大会 - 優勝1回（1998年）
- JABAベーブルース杯争奪大会 - 優勝1回（1995年）
- JABA新潟大会 - 優勝1回（1982年）
- JABA富山市長旗争奪富山大会 - 優勝2回（1991年、1994年）
- JABA伊勢・松阪大会 - 優勝1回（1984年）
- JABA徳山大会 - 優勝7回（1984、1986、1987、1990、1991、1992、1993年）

## 主な出身プロ野球選手
- 高橋里志（投手） - 1967年ドラフト4位で南海ホークスに入団
- 堂上照（投手） - 1970年ドラフト6位で中日ドラゴンズに入団
- 笠間雄二（捕手） - 1976年ドラフト6位で読売ジャイアンツに入団
- 赤松一朗（投手） - 1979年ドラフト2位で阪神タイガースに入団
- 寺西秀人（投手） - 1990年ドラフト6位で中日ドラゴンズに入団
- 正津英志（投手） - 1997年ドラフト3位で中日ドラゴンズに入団